# Gunnar Lagergren
Gunnar Karl Andreas Lagergren, född 23 augusti 1912, död 28 december 2008, var en svensk jurist och riksmarskalk 1976–1982.

## Biografi
Gunnar Lagergren, som var son till överstelöjtnant Andreas Lagergren och Astri Wenström, växte upp i Gävle och Djursholm. Han blev fil.kand. 1934 och jur.kand. 1937 vid Stockholms högskola samt genomgick därefter tingstjänstgöring. Under en tid var han sekreterare vid Justitieombudsmannen (JO). 1941 började han vid Svea hovrätt som fiskal och blev assessor där 1948. Under denna tid var han också legationssekreterare och underchef för den svenska beskickningen i Berlin. Han utsågs till hovrättsråd 1957. Mellan 1966 och 1977 var han hovrättspresident för Hovrätten för Västra Sverige. 1977–1988 var han ledamot av Europadomstolen för mänskliga rättigheter i Strasbourg. 1976 blev han utsedd till riksmarskalk, ett ämbete han innehade till 1982.

### Internationell karriär
Under sin karriär var Lagergren en framstående domare främst inom folkrätt.  Han var ledamot av internationella domstolen i Tanger, vice ordförande för tysk-allierade skiljekommissionen Koblenz och den fransk-tyska skiljedomstolen för Saarbrücken. Åren 1964–1990 var han president i den högsta restitutionsdomstolen i Herford och München; där avhandlades mål om ersättning för egendom som orättmätigt berövats ägarna av tyska myndigheter under andra världskriget. Gunnar Lagergrens var även ordförande i ett flertal domstolar som skapats för enskilda mellanstatliga tvister. Däribland kan nämnas den som avsåg kustområdet Rann of Kutch (1965–1969), där de motstående parterna – som tidigare gått till krig om området – var Indien och Pakistan. Andra skiljedomstolar som han ledde var den egyptisk-iraeliska, som rörde följderna av konflikten gällande Tabaområdet på Sinia (1986–1988), och den amerikansk-iranska som rörde följderna av konflikten mellan parterna år 1979. På grundval av sin unika erfarenhet brukade Lagergren med kraft betona att ett rättsligt förfarande i form av en slutlig skiljedom ofta kan vara att föredra framför en genom medling uppnådd överenskommelse mellan tvistande stater.
Lagergren ingick även i flera skiljenämnder som utsågs av Internationella handelskammaren i Paris och deltog i arbetet med standardiserade handelstermer. 1954 författade han en engelskspråkig köprättslig monografi om dessa.

### Övrigt
Lagergren utsågs 1965 till hedersdoktor vid Uppsala universitet. Han kom att få nära kontakt med den akademiska världen när han 1980 blev hedersledamot av Vitterhetsakademien.
Lagergren var styrelseledamot i telefonaktiebolaget L M Ericsson och Skandinaviska Enskilda Banken.

### Familj
Gunnar Lagergren var gift med Nina Lagergren, född von Dardel, och var far till fyra barn, varav det äldsta, Nane Annan är jurist och gift med FN:s tidigare generalsekreterare Kofi Annan. Han är begravd på Djursholms begravningsplats.

## Utmärkelser

### Svenska
- Minnestecken med anledning av konung Carl XVI Gustafs 50-årsdag (1996)
- H.M. Konungens medalj i 12:e storleken i kedja
- Guldmedaljen Illis quorum meruere labores i 18:e storleken
- Riddare av 1:a klassen av Nordstjärneorden

### Utländska
- Storkors av Finlands vita ros orden
- Storkors av Isländska falkorden
- Storkors av Mexikanska Aztekiska Örnorden
- Storkors av nederländska Oranienhusorden
- Officer av Oranien-Nassauorden
- Storkors av Spanska Isabella den katolskas orden
- Storkors av Österrikiska republikens förtjänstorden
- Storofficer av franska Hederslegionen
- Storofficer av Förbundsrepubliken Tysklands Förtjänstorden
- Kommendör av argentinska Förtjänstorden (Al Mérito)